# Deborah Compagnoni
Deborah Compagnoni, italijanska alpska smučarka, * 4. junij 1970, Bormio, Italija.
Deborah Compagnoni je trikrat nastopila na olimpijskih igrah, v letih 1992, ko je postala olimpijska prvakinja v superveleslalomu, 1994, ko je postala olimpijska prvakinja v veleslalomu, in 1998, ko je ubranila olimpijski naslov v veleslalomu in postala olimpijska podprvakinja v slalomu. Na svetovnih prvenstvih je osvojila tri zlate medalje, v letih 1996 v veleslalomu ter 1997 v veleslalomu in slalomu. V svetovnem pokalu je v trinajstih sezonah dosegla šestnajst zmag, od tega štirinajst v veleslalomu, dve v superveleslalomu in eno v slalomu, ter skupno 44 uvrstitev na stopničke. V sezoni 1996/97 je osvojila mali kristalni globus v veleslalomu.

## Svetovni pokal

### Skupne zmage
| Sezona  | Disciplina |
| ------- | ---------- |
| 1996/97 | Veleslalom |

### Posamične zmage
| Sezona  | Datum             | Lokacija          | Disciplina      |
| ------- | ----------------- | ----------------- | --------------- |
| 1991/92 | 26. januar 1992   | Morzine           | Superveleslalom |
| 1992/93 | 7. marec 1993     | Morzine           | Superveleslalom |
| 1993/94 | 5. december 1993  | Tignes            | Veleslalom      |
| 1993/94 | 11. december 1993 | Veysonnaz         | Veleslalom      |
| 1993/94 | 5. januar 1994    | Morzine           | Veleslalom      |
| 1993/94 | 24. februar 1994  | Kvitfjell         | Veleslalom      |
| 1994/95 | 8. januar 1995    | Haus im Ennstal   | Veleslalom      |
| 1995/96 | 2. marec 1996     | Narvik            | Veleslalom      |
| 1996/97 | 29. december 1996 | Semmering         | Slalom          |
| 1996/97 | 17. januar 1997   | Zwiesel           | Veleslalom      |
| 1996/97 | 18. januar 1997   | Zwiesel           | Veleslalom      |
| 1996/97 | 26. januar 1997   | Cortina d'Ampezzo | Veleslalom      |
| 1996/97 | 15. marec 1997    | Vail              | Veleslalom      |
| 1997/98 | 25. oktober 1997  | Tignes            | Veleslalom      |
| 1997/98 | 21. november 1997 | Park City         | Veleslalom      |
| 1997/98 | 19. december 1997 | Val-d'Isère       | Veleslalom      |
| 1997/98 | 6. januar 1998    | Bormio            | Veleslalom      |